# Archidiocèse de La Nouvelle-Orléans
L'archidiocèse de La Nouvelle-Orléans est une province ecclésiastique de l'Église catholique aux États-Unis. 

## Histoire
Le diocèse de la Louisiane et des Deux Florides est érigé le 25 avril 1793, par détachement de celui de San Cristobal de La Havane. Il couvre alors une grande partie du territoire des États-Unis, incluant en particulier l'intégralité des territoires cédés par la France, du golfe du Mexique à la frontière canadienne.
Son territoire est réduit en 1825 et 1826 pour donner naissance notamment au vicariat apostolique de l'Alabama et de la Floride, au diocèse de Saint-Louis et au vicariat apostolique du Mississippi (en). Il change alors de nom pour devenir le diocèse de La Nouvelle-Orléans, le 18 juin 1826.
Le 19 juillet 1850, il est à nouveau amputé pour créer le vicariat apostolique des territoires indiens à l'Est des Rocheuses. Le même jour, il est élevé au rang d'archidiocèse métropolitain. Son territoire correspond alors à celui de l'État de la Louisiane. 
Il est ensuite à nouveau divisé lorsque sont érigés les différents diocèses de Louisiane: diocèse de Natchitoches en 1853, de Lafayette (en) en 1918, de Bâton-Rouge en 1961 et de Houma-Thibodaux en 1977.

## Liste des évêques

### Évêques
- 12 septembre 1794-20 juillet 1801 : Luis Peñalver y Cárdenas (Luis Ignatius Peñalver y Cárdenas), évêque de la Louisiane et des Deux-Florides.
- 20 juillet 1801-17 janvier 1803 : Francisco Porró Reinado, évêque de la Louisiane et des Deux-Florides.
- 17 janvier 1803-18 septembre 1815 : siège vacant
- 18 septembre 1815-1er février 1825 : Louis Dubourg, évêque de la Louisiane et des Deux-Florides.
- 1er février 1825-4 août 1829 : siège vacant
- 4 août 1829-† 4 septembre 1833 : Léon-Raymond de Neckère
- 4 septembre 1833-19 juin 1835 : siège vacant
- 19 juin 1835-19 juillet 1850 : Antoine Blanc

### Archevêques
- 19 juillet 1850-† 20 juin 1860 : Antoine Blanc, promu archevêque.
- 15 février 1861-† 25 mai 1870 : Jean-Marie Odin
- 25 mai 1870-† 27 décembre 1883 : Napoléon Perché
- 28 décembre 1883-† 23 septembre 1887 : François-Xavier Leray, précédemment évêque titulaire  d'Ionopolis (de)
- 7 août 1888-† 9 juin 1897 : François Janssens
- 1er décembre 1897-† 9 août 1905 : Placide Chapelle
- 20 avril 1906-† 20 avril 1917 : James Hubert Blenk
- 25 janvier 1918-† 2 novembre 1934 : John Shaw
- 9 mars 1935-† 8 novembre 1964 : Joseph Rummel
- 8 novembre 1964-14 juin 1965 : John Cody
- 29 septembre 1965-6 décembre 1988 : Philip Hannan
- 6 décembre 1988-3 janvier 2002 : Francis Schulte
- 3 janvier 2002-12 juin 2009 : Alfred Hughes
- depuis le 12 juin 2009 : Gregory Michael Aymond (en)

## Églises importantes
L’église principale de l’archidiocèse est la cathédrale Saint-Louis de La Nouvelle-Orléans.
Hormis la cathédrale, la seule basilique mineure de l’archidiocèse (et de la ville) est la basilique Saint-Étienne (en).
L’archidiocèse compte également trois sanctuaires nationaux déclarés par la Conférence des évêques catholiques des États-Unis :
- le sanctuaire Sainte-Anne de Metairie[4], en 1973[5] ;[source insuffisante]
- à La Nouvelle-Orléans :
  - l’église de l’Assomption-de-Marie, également sanctuaire Bienheureux-François-Xavier-Seelos[6] ;
  - le sanctuaire Notre-Dame-du-Prompt-Secours (National Votive Shrine of Our Lady of Prompt Succor)[7].

On y trouve aussi l’église Notre-Dame-de-Guadalupe, une église-sanctuaire connue comme « sanctuaire international Saint-Jude », qui n’est pas un sanctuaire international suivant la définition du Code de droit canonique ; et un sanctuaire Sainte-Anne situé à La Nouvelle-Orléans, parfois qualifié de « sanctuaire national » lorsqu’il est présenté comme précurseur de celui de Metairie.

## Source
- Archdiocese of New Orleans, Catholic-Hierarchy